# Callionymus brevianalis
Callionymus brevianalis, tên thông thường là cá đàn lia đuôi bánh lái nhỏ, là một loài cá biển thuộc chi Callionymus trong họ Cá đàn lia. Loài này được mô tả lần đầu tiên vào năm 1983.

## Phân bố và môi trường sống
C. brevianalis được tìm thấy tại Indonesia. Chúng sống trên đáy cát hoặc bùn, gần các khu vực rừng ngập mặn, được ghi nhận ở độ sâu khoảng 42 m trở lại.

## Mô tả
Chiều dài lớn nhất được ghi nhận ở C. brevianalis là khoảng 2,1 cm.